# Siegfried Pommerenke
Siegfried Pommerenke (* 12. Oktober 1933 in Heidenheim; † 9. April 2016) war ein deutscher Politiker (SPD) und Gewerkschafter. Er gehörte von 1977 bis 1982 als Abgeordneter dem Landtag von Baden-Württemberg an und war von 1982 bis 1998 Landesvorsitzender des Deutschen Gewerkschaftsbunds (DGB) in Baden-Württemberg.

## Leben
Siegfried Pommerenke wurde 1933 als Sohn von Wilhelm und Anna Pommerenke in Heidenheim geboren. Er war das vierte von fünf Kindern.
Nach der Schule machte er zunächst eine Schreinerlehre und arbeitete dann als Dreher bei Voith. Dort wurde er Betriebsratsvorsitzender und Mitglied im Aufsichtsrat.
1965 wurde er für die SPD in den Gemeinderat und in den Kreistag gewählt. Im Jahr darauf wurde er Erster Bevollmächtigter der IG Metall Heidenheim und Mitglied der Tarif- und Verhandlungskommission in Nordwürttemberg/Nordbaden.
1977 wurde Pommerenke Abgeordneter im Landtag von Baden-Württemberg, in dem er als Nachrücker für den ausgeschiedenen Günter Moser das Zweitmandat im Wahlkreis Heidenheim übernahm. Bei der Landtagswahl 1980 konnte er sein Mandat verteidigen. 1982 wurde er zum Vorsitzenden des DGB-Landesbezirks Baden-Württemberg gewählt und trat daraufhin von seinem Landtagsmandat zurück. Sein Nachfolger im Landtag wurde Peter Hund. Um seine Funktion beim DGB auszuüben, zog Pommerenke von Heidenheim-Schnaitheim nach Bietigheim-Bissingen um. Er führte den Landesverband des DGB 16 Jahre lang bis zu seinem Ruhestand 1998.
Er starb am 9. April 2016 in Folge einer Parkinson-Erkrankung.

## Familie
Pommerenke war seit dem 15. Juni 1956 mit Hildegard verheiratet. Das Paar hatte die drei Kinder Margit, Jürgen und Bernd.

## Veröffentlichungen
- Heimatgeschichtlicher Wegweiser zu Stätten des Widerstandes und der Verfolgung 1933–1945. Band 5, Baden-Württemberg I: Regierungsbezirke Karlsruhe und Stuttgart 1991 (Vorwort von Pommerenke)
- Rede zur Festveranstaltung "50 Jahre Gewerkschaftsbund" – Kornwestheim, 14. September 1996 [PDF]